# Physophora
Physophora is een geslacht van hydroïdpoliepen uit de familie van de Physophoridae. 

## Soorten
- Physophora gilmeri Pugh, 2004
- Physophora hydrostatica Forsskål, 1775